# 小行星2389
小行星2389（2389 Dibaj）是一颗绕太阳运转的小行星，为主小行星带小行星。该小行星于1977年8月发现。
該小行星以俄羅斯天體物理學家歐內斯特·阿普謝維奇·迪巴伊（Ernest Apushevich Dibaj）命名。

## 轨道参数
小行星2389的轨道半长轴为2.4443710 UA，离心率为0.233。